# Cassins gierzwaluw
De Cassins gierzwaluw (Neafrapus cassini) is een vogel uit de familie Apodidae (gierzwaluwen). De vogel is genoemd naar de Amerikaanse ornitholoog John Cassin.

## Verspreiding en leefgebied
Deze soort komt voor van Ivoorkust tot westelijk Oeganda, Congo-Kinshasa en Gabon.